# Stian Barsnes-Simonsen

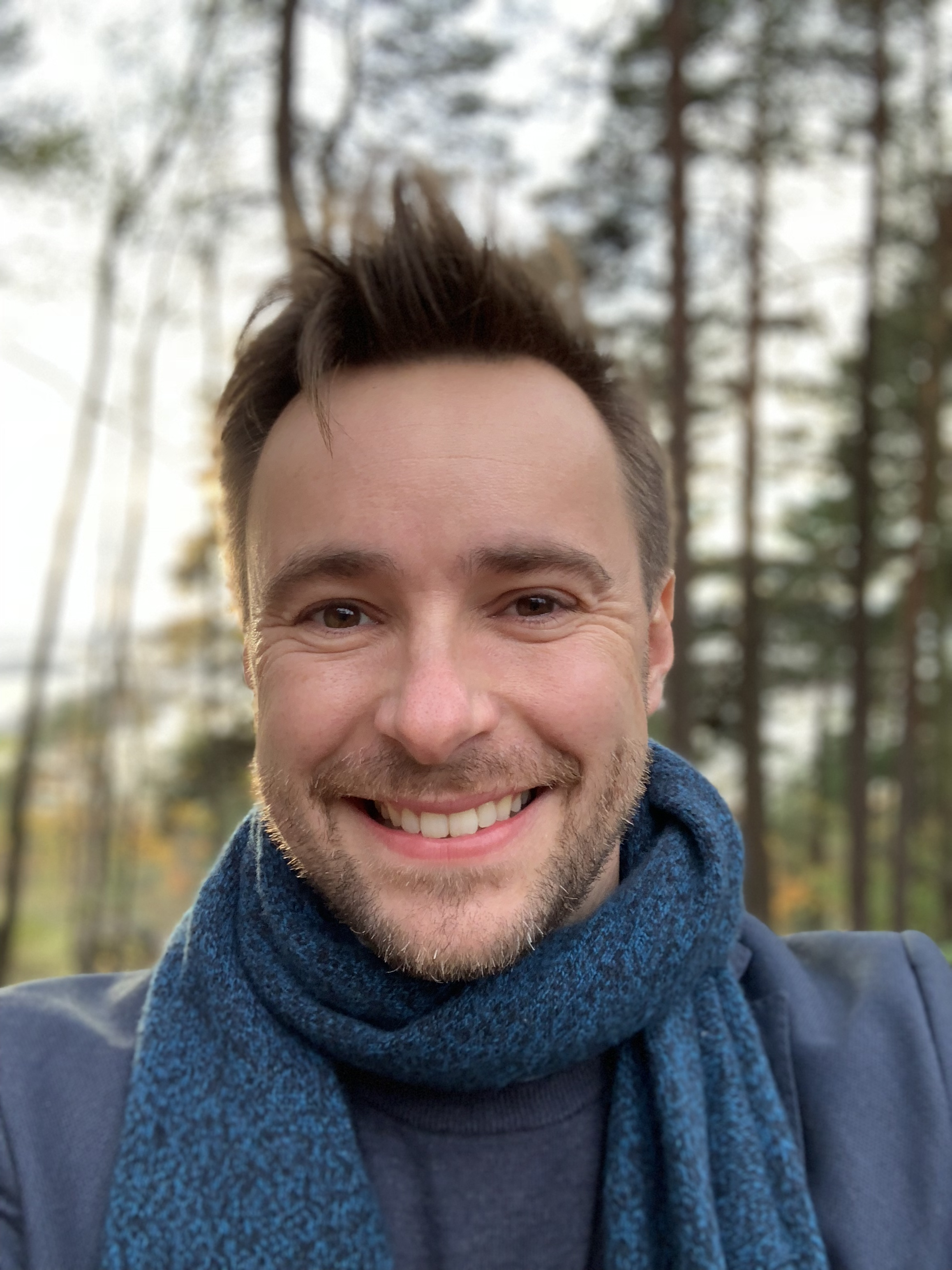
Stian Barsnes-Simonsen, 2018

Stian Barsnes-Simonsen (* 20. April 1979 in Bergen) ist ein norwegischer Fernsehmoderator, Autor und Schauspieler. 

## Leben und Karriere
Barsnes-Simonsen verbrachte seine Kindheit zunächst in Bergen. Als Zwölfjähriger zog er nach Oslo. Dort verfolgte er das Ziel, im Kinder- und Jugendfernsehen mitzuwirken und legte dafür bei Auditions seinen Heimatdialekt ab. Im Alter von 13 Jahren gab er schließlich im NRK-Jugendprogramm U sein Fernsehdebüt. Es folgten weitere Auftritte im Kinder- und Jugendprogramm von NRK, etwa in Midt i Smørøyet. Von 1995 bis 1996 arbeitete er als Kameraassistent.
Im Jahr 1998 wurde er Mitglied im Cast der ersten Staffel der Seifenoper Hotel Cæsar. Die bei TV 2 ausgestrahlte Serie wurde zu einem größeren Erfolg in seinem Heimatland und verschaffte auch ihm größere Bekanntheit. Insgesamt spielte er bis 2000 in 220 Folgen der Serie mit. Ab September 1999 war er einer der Moderatoren des NRK-Jugendmagazins Smørøyet und ab Herbst 2000 in dessen Nachfolgeshow Reser.
Von 2002 bis 2008 moderierte Barsnes-Simonsen jährlich den MGPjr, eine Musikshow für Jugendliche. Gemeinsam mit Synnøve Svabø moderierte er auch zwei Mal den norwegischen Vorentscheid für den Eurovision Song Contest, nämlich den Melodi Grand Prix 2006 und den Melodi Grand Prix 2007. Ab 2005 führte er bei NRK durch die Kinder-Quizshow Amigo.
Bei TV 2 wurde er im Jahr 2012 einer der Moderatoren beim Talkshow-Format Ettermiddagen. Im Jahr 2014 moderierte Barsnes-Simonsen bei TV 2 eine Staffel der Grillshow Norges Grillmester. Anschließend begann er hauptsächlich hinter der Kamera zu arbeiten. Er wurde unter anderem in der Entwicklung neuer Konzepte tätig. Im Jahr 2018 begann er für das auf YouTube und Influencer spezialisierte Medienunternehmen Nordic Screens zu arbeiten.

## Autor
Barsnes-Simonsen veröffentlichte neben seiner Fernsehkarriere mehrere Bücher. Im Jahr 2004 kam im Aschehoug-Verlag das Buch How to be ungdom heraus. Im selben Verlag folgten die Bücher En faktahest om forelskelse (-og kyssing) und Gnøkkel og Fnøkkel og det synkende tonometer in den Jahren 2008 und 2010. Ab 2020 veröffentlichte er die Bücher Lærepenger, Barnas valg und Forsetet mot baksetet – Quiz beim Verlag Cappelen Damm.

## Filmografie (Auswahl)
- 1998: Nini (Fernsehserie, 1 Folge)
- 1998–2000: Hotel Cæsar (Fernsehserie, 220 Folgen)
- 2007: Willys jul (Fernsehserie, 2 Folgen)
- 2010: Verdens beste SFO (Fernsehserie, 1 Folge)
- 2012: Superkrim (Fernsehserie, 2 Folgen)
- 2020: Helt perfekt (Fernsehserie, 1 Folge)

## Werke
- 2004: How to be ungdom, Aschehoug
- 2008: En faktahest om forelskelse (-og kyssing), Aschehoug
- 2010: Gnøkkel og Fnøkkel og det synkende tonometer, Aschehoug
- 2020: Lærepenger, Cappelen Damm
- 2021: Barnas valg, Cappelen Damm
- 2022: Forsetet mot baksetet – Quiz, Cappelen Damm